# C'mon You Know Tour
C'mon You Know Tour è un tour musicale di Liam Gallagher a sostegno dell'album C'mon You Know.
Dopo l'esibizione del 27 aprile 2022 a Blackburn, il tour propriamente detto è iniziato il 1º giugno 2022 con un concerto al City of Manchester Stadium di Manchester di fronte a 80.000 spettatori ed è proseguito, il 3 e 4 giugno, con due concerti con il tutto esaurito a Knebworth Park, di fronte a 170.000 spettatori complessivi.

## Formazione
- Liam Gallagher – voce
- Mike Moore – chitarra
- Jay Mehler – chitarra
- Drew McConnell – basso, seconda voce
- Dan McDougall – batteria, percussioni

## Date
| Data              | Paese            | Città                  | Sede (ed evento)                                  |
| ----------------- | ---------------- | ---------------------- | ------------------------------------------------- |
| 27 aprile 2022    | Inghilterra      | Blackburn              | King George's Hall                                |
| 1º giugno 2022    | Inghilterra      | Manchester             | City of Manchester Stadium                        |
| 3 giugno 2022     | Inghilterra      | Knebworth              | Knebworth Park                                    |
| 4 giugno 2022     | Inghilterra      | Knebworth              | Knebworth Park                                    |
| 10 giugno 2022    | Danimarca        | Frederiksberg          | Søndermarken, Syd For Solen                       |
| 16 giugno 2022    | Spagna           | Santiago de Compostela | Monte do Gozo, O Son do Camiño                    |
| 18 giugno 2022    | Portogallo       | Lisbona                | Parque da Bela Vista, Rock in Rio                 |
| 24 giugno 2022    | Irlanda del Nord | Belfast                | Ormeau Park, Belsonic                             |
| 26 giugno 2022    | Scozia           | Glasgow                | Hampden Park                                      |
| 2 luglio 2022     | Grecia           | Kallithea              | Piazza dell'acqua, Release Athens                 |
| 6 luglio 2022     | Italia           | Lucca                  | Piazza Napoleone, Lucca Summer Festival           |
| 8 luglio 2022     | Francia          | Beauregard             | Castello di Beauregard, Festival Beauregard       |
| 21 luglio 2022    | Nuova Zelanda    | Auckland               | Spark Arena                                       |
| 23 luglio 2022    | Australia        | Sydney                 | Aware Super Theatre                               |
| 24 luglio 2022    | Australia        | Byron Bay              | North Byron Parklands, Splendour in the Grass     |
| 27 luglio 2022    | Australia        | Melbourne              | John Cain Arena                                   |
| 30 luglio 2022    | Australia        | Perth                  | HBF Stadium                                       |
| 14 agosto 2022    | Belgio           | Hasselt                | Domein Kiewit, Hear Hear Festival                 |
| 19 agosto 2022    | Paesi Bassi      | Biddinghuizen          | Walibi, Lowlands Festival                         |
| 20 agosto 2022    | Francia          | Charleville-Mézières   | Place Bayard, Le Cabaret Vert                     |
| 27 agosto 2022    | Francia          | Dublino                | Royal Hospital Kilmainham                         |
| 3 settembre 2022  | Inghilterra      | Londra                 | Stadio di Wembley, Taylor Hawkins Tribute Concert |
| 3 settembre 2022  | Spagna           | Mijas                  | La Cala de Mijas, Recinto Sonora                  |
| 15 settembre 2022 | Galles           | Cardiff                | Alexandra Head                                    |
| 8 novembre 2022   | Cile             | Santiago del Cile      | Movistar Arena                                    |
| 10 novembre 2022  | Argentina        | Buenos Aires           | Movistar Arena                                    |
| 15 novembre 2022  | Brasile          | San Paolo              | Espaço Unimed                                     |
| 16 novembre 2022  | Brasile          | Rio de Janeiro         | Qualistage                                        |
| 19 novembre 2022  | Messico          | Città del Messico      | Autódromo Hermanos Rodríguez, Corona Capital      |
| 28 giugno 2023    | Finlandia        | Helsinki               | Kaisaniemen Puisto                                |
| 30 giugno 2023    | Belgio           | Werchter               | Festivalpark Werchter, Rock Werchter              |
| 1º luglio 2023    | Italia           | Milano                 | Ippodromo La Maura, Independent Days Festival     |
| 8 luglio 2023     | Spagna           | Madrid                 | Nuevo Espacio Mad Cool, Mad Cool Festival         |
| 12 agosto 2023    | Inghilterra      | Newquay                | Boardmasters Festival                             |
| 19 agosto 2023    | Giappone         | Osaka                  | Summersonic Festival                              |
| 20 agosto 2023    | Giappone         | Tokyo                  | Summersonic Festival                              |